# Munir El Haddadi
Munir El Haddadi Mohamed (El Escorial, Madrid, 1 de setembre de 1995) esportivament conegut com a Munir, és un futbolista espanyol d'ascendència marroquina que juga com a extrem esquerre.

## Trajectòria

### Inicis
Va començar la seva carrera jugant a equips de barri a Madrid on ja destacava. Per aquest motiu,  el seu pare va decidir portar-lo al CD Galapagar, d'on va ser fitxat  al Santana. Allí va ser descobert per l'Atlètic de Madrid, que van decidir cedir-lo al Cadet "A" del CF Rayo Majadahonda, on va explotar amb una gran temporada en què va marcar 32 gols en 29 partits. Aquests números van despertar l'interès de grans equips com el Rayo Vallecano, el Manchester City FC, el Reial Madrid o l'Osasuna, que li van fer grans ofertes, però Munir finalment es va decantar pel planter del Futbol Club Barcelona.

### F.C.Barcelona

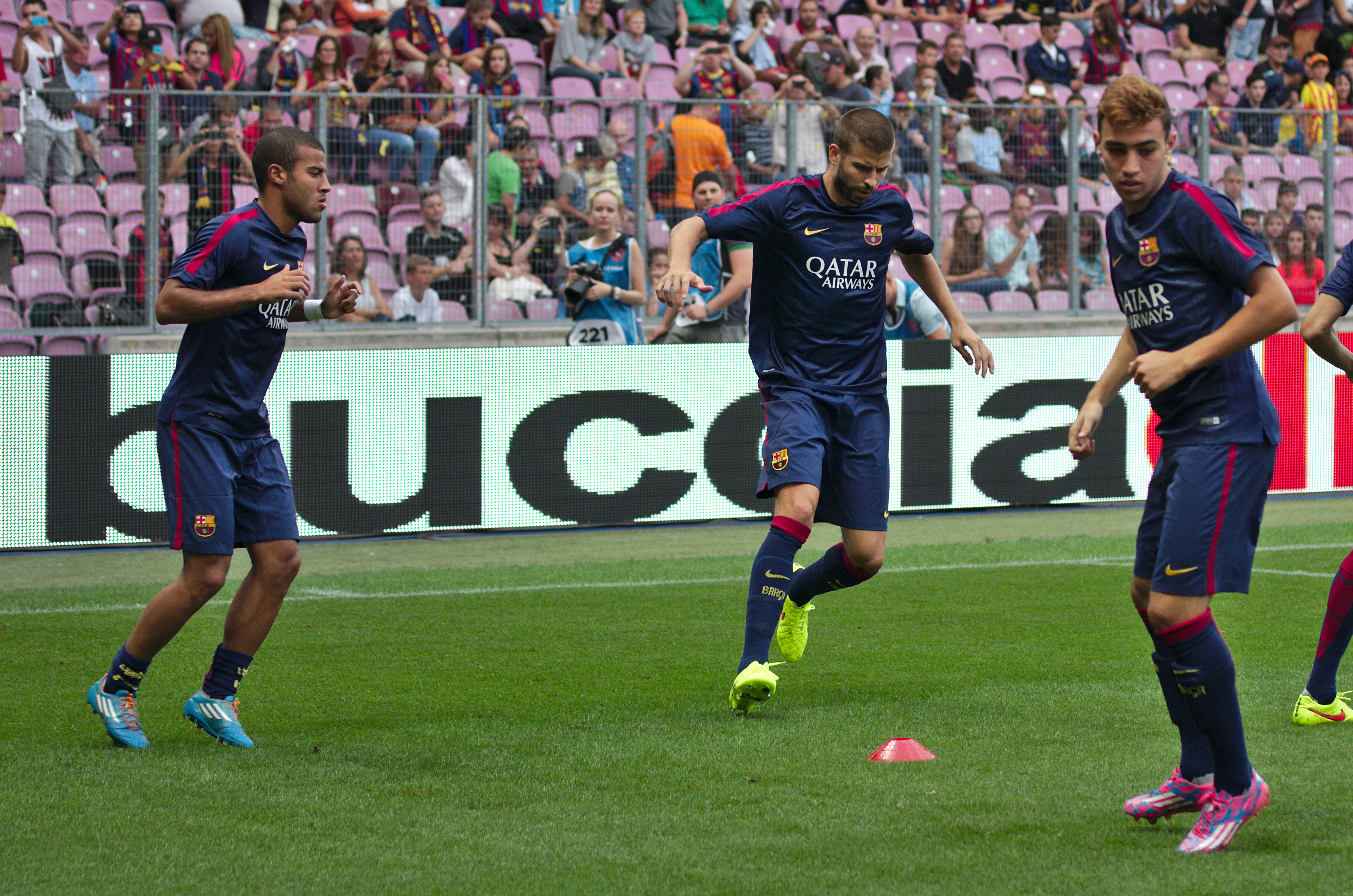
Rafinha, Gerard Piqué i Munir, el 6 d'agost de 2014

Amb la reputació de golejador es va presentar a La Masia per formar part del Juvenil "B" de García Pimienta que va ser qui va recomanar el seu fitxatge. Munir va sorprendre tothom per la seva capacitat d'adaptar-se a jugar per la banda amb facilitat. Així, en el seu primer any a can Barça va ocupar sobretot la posició d'extrem, una demarcació on se sentia a gust i la mateixa on juga un dels seus referents, Pedro Rodríguez. En la seva primera temporada com a blaugrana, va sumar dos títols: la Lliga Nacional on va marcar 22 gols i la Copa de Catalunya. Ja en el seu segon cicle, les  seves actuacions no van canviar i va començar a jugar ocasionalment amb el Juvenil "A".
Durant aquestes dues temporades va ser un dels homes clau i el golejador de l'equip de García Pimienta, cosa que li va valer per passar definitivament a la files del Juvenil "A" i destacar, principalment a la Lliga Juvenil de la UEFA en la fase de grups, on va fer 5 gols i 3 assistències en 6 partits. Durant diverses setmanes se l'havia vinculat amb l'Arsenal FC, PSG i FC Bayern de Múnic, però finalment tot es va acabar amb la seva renovació de contracte, el qual es va estendre fins al 2017. A dues jornades del final, els de Vinyals es coronen campions de la Divisió d'Honor i unes setmanes després vencen el Benfica a la final de la Youth League amb doblet de Munir, que es proclama màxim golejador del torneig.
El 19 d'agost de 2014 va jugar amb el primer equip del Barça en el partit del trofeu Joan Gamper contra el Club León mexicà, i marcà dos gols, en un partit que acabà 6 a 0. El 24 d'agost va debutar com a titular a la lliga al primer partir de la temporada, contra l'Elx FC, on també va aconseguir el seu primer gol en partit oficial en la victòria del Barça per 3-0; poc després de l'inici de la segona part, Munir va rebre una llarga assistència d'Ivan Rakitić i va superar el porter, marcant així el segon gol de l'equip.

### València CF (cessió)
El 29 d'agost de 2016, va fer-se públic que jugaria pel València CF, i el 30 d'agost es va oficialitzar la seva cessió al club valencianista, per una temporada, com a conseqüència directa de l'arribada de Paco Alcácer al club blaugrana. El club valencià disposà d'una opció de compra de 12 milions d'euros a final de temporada, però el Barça es guardava un dret de tempteig sobre el jugador. En finalitzar la temporada, Munir va ser el primer jugador en deixar el València, ja que el club xe va decidir no exercir l'opció de compra.

### Alavés (cessió)
L'1 de setembre de 2017, Munir va ser cedit a l'Alavés per una temporada. Va debutar nou dies després amb una derrota per 1–0 contra el Celta de Vigo, substituint Enzo pels 33 minuts finals. El 30 de setembre va marcar el primer gol amb els bascos, el primer en una victòria per 2–1 contra el Llevant UE. El següent 1 de març fou expulsat per tirar-se en una victòria per 1–0 a l'estadi de Mendizorrotza.

### Sevilla
Retornat al Barça per la temporada 2018-19, l'11 de gener de 2019, després d'estar la primera meitat de la temporada sense que comptés per a l'entrenador Ernesto Valverde, amb només quatre titularitats i dos gols, un en lliga, fou traspassat al Sevilla en el mercat d'hivern a canvi d'un milió cinquanta mil euros.
A Munir se li va oferir la possibilitat de renovar el seu contracte amb el Barça abans del seu venciment a l'estiu, però es va negar a fer-ho. El Barça li va assegurar que no tornaria a jugar al club i l'entrenador Ernesto Valverde va estar d'acord amb la seva venda. Diversos clubs d'Anglaterra i Itàlia estaven interessats en el davanter, però, el gener de 2019, el Sevilla va poder reclamar-lo per una quota d'un milió d'euros. El traspàs es va poder completar abans que es tanquessin els períodes de transferència al gener, i no durant l'estiu.
El 13 de gener, Munir va debutar al Sevilla en una derrota per 2-0 contra l'Athletic Club, substituint a Roque Mesa durant els últims 12 minuts. Va marcar els seus primers gols al març, un en cada partit dels vuitens de final de l'Europa League contra l'SK Slavia Praga, que no obstant això va guanyar per 6–5 en total, i va acabar la temporada de lliga amb cinc gols en 16 partits, inclosa la victòria per 2-0 contra l'Athletic l'última jornada per classificar-se novament per al torneig continental.
Munir va marcar un hat-trick el 7 de novembre de 2019 en una victòria a la fase de grups de l'Europa League per 5–2 contra l'F91 Dudelange, que va posar el seu equip als 32ens de final de la competició.
El 24 de novembre de 2020, Munir va marcar el seu primer gol a la Champions League en una victòria per 2-1 fora de casa contra l'FC Krasnodar a la temporada 2020-21, un gol que va arribar en el temps de descompte, per concedir al seu equip un lloc als vuitens de final.

### Getafe CF
El 31 d'agost de 2022, Munir va fitxar per un altre equip de primera divisió, el Getafe CF.

### UD Las Palmas
El 30 de juliol de 2023, la UD Las Palmas, que acabava de pujar a primera, va anunciar el fitxatge gratuït de Munir amb un contracte d'un any. Va debutar el 12 d'agost de 2023, entrant al minut 64 contra el RCD Mallorca.

### CD Leganés
El 22 d'agost de 2024, Munir va signar un contracte de dos anys amb el CD Leganés també a la primera divisió.

## Selecció espanyola
El 29 d'agost de 2014, Munir va ser convocat per primera vegada per jugar amb la selecció espanyola sub-21, entrenada per Albert Celades, pels enfrontaments contra Hongria i Àustria del setembre.
Després de debutar amb la sub-21, contra Hongria, el 5 de setembre va ser cridat pel seleccionador espanyol Vicente del Bosque per unir-se a la selecció absoluta, que estava concentrada preparant el partit inaugural de la fase de classificació per a l'Eurocopa 2016, després que el davanter Diego Costa es lesionés. Finalment, el 8 de setembre Munir va debutar amb la selecció espanyola absoluta disputant quinze minuts en la victòria del combinat espanyol contra Macedònia per 5 a 1.

## Palmarès

### FC Barcelona
- 1 Campionat del Món de Clubs de futbol (2015[31])
- 1 Lliga de Campions: (2014-15[32])
- 2 Lligues espanyoles: (2014-15[33] i 2015-16[34])
- 2 Copes del Rei: (2014-15[35] i 2015-16[36])
- 1 Supercopa d'Europa: (2015)[37]
- 2 Supercopes d'Espanya: (2016[38] i 2018[39])
- 1 Lliga Juvenil de la UEFA (2013–14)